# Ellie Carpenter
Ellie Madison Carpenter (Cowra, Nueva Gales del Sur, Australia; 28 de abril de 2000) es una futbolista australiana. Juega como defensora y su equipo actual es el Olympique de Lyon de la Division 1 Féminine de  Francia. Es internacional absoluta por la selección de Australia desde 2016.
En 2015, Carpenter debutó profesionalmente, con 15 años de edad, en la W-League de Australia jugando para el Western Sydney Wanderers. Posteriormente, debutó con la misma edad en la selección de Australia convirtiéndose en la primera futbolista internacional australiana nacida en el siglo 21 (contando futbolistas masculinos y femeninas). En los Juegos Olímpicos de Río fue la participante más joven de la delegación australiana y la futbolista femenina más joven en la historia en competir en los Juegos Olímpicos.
Carpenter se unió al Portland Thorns en 2018, convirtiéndose en la jugadora más joven de la NWSL. Días después se volvió la jugadora más joven en anotar un gol en la liga, luego de marcar el tanto de la victoria ante el Washington Spirit.

## Estadísticas

### Clubes
| Club                      | País           | Año             |
| ------------------------- | -------------- | --------------- |
| Western Sydney Wanderers  | Australia      | 2015 - 2017     |
| Canberra United           | Australia      | 2017 - 2019     |
| Portland Thorns           | Estados Unidos | 2018 - 2019     |
| Melbourne City (préstamo) | Australia      | 2019            |
| Olympique de Lyon         | Francia        | 2020 - presente |

## Palmarés

### Títulos nacionales
| Título                   | Club              | País      | Año     |
| ------------------------ | ----------------- | --------- | ------- |
| A-League Women           | Melbourne City    | Australia | 2019-20 |
| Division 1 Féminine      | Olympique de Lyon | Francia   | 2021-22 |
| Copa Femenina de Francia | Olympique de Lyon | Francia   | 2020    |

### Títulos internacionales
| Título            | Equipo            | Sede   | Año     |
| ----------------- | ----------------- | ------ | ------- |
| Liga de Campeones | Olympique de Lyon | España | 2019-20 |
| Liga de Campeones | Olympique de Lyon | Italia | 2021-22 |

### Distinciones individuales
| Distinción                              | Año       |
| --------------------------------------- | --------- |
| Equipo de la Década de la AFC (IFFHS)   | 2011-2020 |
| Futbolista Joven del Año en la W-League | 2017-18   |
| Futbolista Joven del Año en la W-League | 2018-19   |
| Futbolista Joven del Año en la W-League | 2019-20   |
| Mejor Once de la AFC (IFFHS)            | 2022      |

(*) Incluyendo la Selección